# Hylaeus malagassus
Hylaeus malagassus är en biart som först beskrevs av Raymond Benoist 1945.  Hylaeus malagassus ingår i släktet citronbin, och familjen korttungebin. Inga underarter finns listade i Catalogue of Life.